# Парк Белвил
Парк Белвил (фр. Parc de Belleville) је јавни парк смештен у 20. арондисману Париза, између парка Бит Шомон и гробља Пер Лашез.

## Опште карактеристике
Белвил парк смештен је на брду истоименог насеља, а налази се на 108 метара надморске висине, највише од свих паркова у Паризу. На врху парка пружа се панорамски поглед на град. Пројектовали су га архитекти Франсоис Деблој и пејзажни архитекта Паул Брихет, а свечано је отворен 1988. године.
У оквиру парка налази се 1200 дрвећа и жбуња, 10 метара висок водопад, уједно највиши у Паризу и 1000 м2 травњака. Такође садржи дрвено игралиште за децу, столове за стони тенис и позориште на отвореном. На врху парка налази се мали музеј дизајниран да едукује посетиоце о важности чистог ваздуха и проблемима загађења. У парку се такође одржава годишња изложба цвећа, а баштовани који овде раде, више пута су награђивани на многим такмичењима, укључујући и на Летњем такмичењу у црвеној декорацији, које се одржава сваке године у септембру.

## Историјат
У средњем веку, многе верске заједнице су имале парцеле на брду, на којем се данас налази парк. На пољима која су очистили, имали су засаде винове лозе. Такође, на простору парка налазиле су се кафане у периоду од 14. до 18. века. Средином 18. века на простору парка постојала је кафана која је послуживала вино. У 19. веку на простору парка отворен је каменолом, што је привукло велики број радника који су овде радили. Након неког времена, каменолом је затворен на овом простору.
Током 19. века у парку су се налазиле викендица са обе стране степеница парка, што му је дало изглед сличан данашњем Монмартру. У то време је на простору парка сваке године била организована забава Марди Грас. Крајем 20. века, викендице су нестале, уступајући место модернијим зградама и парку Белвил. На врху парка се и даље налазе саднице винове лозе, као подсетник на виноградарску историју тог подручја.